# Першин, Александр Алексеевич
Алекса́ндр Алексе́евич Пе́ршин (5 марта 1953, Балахта, Красноярский край — 10 марта 2019, Хабаровск) — советский хоккеист, заслуженный мастер спорта СССР (хоккей с мячом), двукратный чемпион мира. Старший брат Юрия Першина.

## Биография
А. А. Першин начал играть в хоккей с мячом в детской команде «Торпедо» (Красноярск). В «Енисее» провёл сезон 1971/72 года.
Был призван в армию в СКА Хабаровск, где играл по 1989 год.

Привлекался в сборную СССР, в составе которой дважды стал чемпионом мира.

После ухода из большого спорта несколько лет выступал за команду первой лиги «Нефтяник». Впоследствии военный пенсионер, по совместительству — администратор ДЮСШ «Нефтяник» на одноимённом стадионе.

### Достижения
— Чемпион мира (1977, 1979). 

 — Серебряный призёр чемпионата мира (1981, 1983). 

 — Серебряный призёр чемпионата СССР (1982, 1986, 1989). 

 — Бронзовый призёр чемпионата СССР (1979, 1981, 1984, 1985, 1988). 

 — Обладатель Кубка СССР (1988). 
- В списки 22-х лучших игроков сезона входил 11 раз (1977, 1978, 1979, 1980, 1981, 1982, 1983, 1984, 1986, 1988, 1989).

### Статистика выступлений в чемпионатах и кубках СССР
| Сезон     | Клуб                | Чемпионат | Чемпионат | Кубок | Кубок |
| Сезон     | Клуб                | И         | М         | И     | М     |
| --------- | ------------------- | --------- | --------- | ----- | ----- |
| 1971/1972 | Енисей (Красноярск) | 15        | 1         |       |       |
| 1972/1973 | СКА (Хабаровск)     | 22        | 0         |       |       |
| 1973/1974 | СКА (Хабаровск)     | 26        | 7         |       |       |
| 1974/1975 | СКА (Хабаровск)     | 23        | 6         |       |       |
| 1975/1976 | СКА (Хабаровск)     | 22        | 11        |       |       |
| 1976/1977 | СКА (Хабаровск)     | 19        | 6         |       |       |
| 1977/1978 | СКА (Хабаровск)     | 22        | 5         |       |       |
| 1978/1979 | СКА (Хабаровск)     | 18        | 5         |       |       |
| 1979/1980 | СКА (Хабаровск)     | 21        | 10        |       |       |
| 1980/1981 | СКА (Хабаровск)     | 24        | 11        |       |       |
| 1981/1982 | СКА (Хабаровск)     | 20        | 17        |       |       |
| 1982/1983 | СКА (Хабаровск)     | 24        | 16        | 6     | 5     |
| 1983/1984 | СКА (Хабаровск)     | 25        | 13        | 10    | 9     |
| 1984/1985 | СКА (Хабаровск)     | 25        | 10        | 8     | 6     |
| 1985/1986 | СКА (Хабаровск)     | 26        | 35        | 7     | 15    |
| 1986/1987 | СКА (Хабаровск)     | 21        | 11        | 10    | 4     |
| 1987/1988 | СКА (Хабаровск)     | 22        | 13        | 12    | 9     |
| 1988/1989 | СКА (Хабаровск)     | 20        | 7         | 9     | 5     |
| 1989/1990 | СКА (Хабаровск)     | 13        | 5         | 10    | 10    |
| 1996/1997 | СКА (Хабаровск)     | 20        | 3         | 5     | 1     |
| Всего     | 20 сезонов          | 428       | 192       | 77    | 64    |

Примечание: Статистика голевых передач ведется с сезона - 1999/2000.

Примечание: Кубок СССР по хоккею с мячом возобновился с сезона 1982/1983.